# Coussapoa leprieurii
Coussapoa leprieurii är en nässelväxtart som beskrevs av Raymond Benoist. Coussapoa leprieurii ingår i släktet Coussapoa och familjen nässelväxter. Inga underarter finns listade i Catalogue of Life.